# Nyctibatrachus dattatreyaensis
Nyctibatrachus dattatreyaensis är en groddjursart som beskrevs av Dinesh, Radhakrishnan och Gopalakrishna Bhatta 2008. Nyctibatrachus dattatreyaensis ingår i släktet Nyctibatrachus och familjen Nyctibatrachidae. IUCN kategoriserar arten globalt som akut hotad. Inga underarter finns listade i Catalogue of Life.